# Rihard Brumat
Rihard Brumat (tudi Rihard Brumati in Rihard Brumatti), slovenski rimskokatoliški duhovnik, redovnik, nabožni pisatelj in zgodovinar, * 24. april 1658, Gorica, † 9. marec 1719, Trst.

## Življenje in delo
Ljudsko šolo in gimnazijo je obiskoval v rojstnem kraju, v Gradcu pa retoriko (1675-1676) in filozofijo (1676-1679). Nekaj časa je bil domači učitelj (1680-1682), nato pa postal beneficiat in dvorni kaplan plemiške družine Coronini (1686-1693).
Novembra 1693 je vstopil v jezuitski red. Po opravljenem noviciatu na Dunaju (1695) in magisteriju v Leobnu (1696) je postal profesor gramatike in humanióra (klasičnih jezikov) na gimnaziji v Trstu (1696-1706) in retorike na gimnaziji na Reki (1706-1712). Ves ta čas je bil tudi nedeljski pridigar, zelo cenjen po globoko vsebinskih, razumljivih in prikupnih pridigah v slovenskem, hrvaškem, italijanskem in nemškem jeziku. Ko je zbolel se je preselil v Trst, kjer je tudi umrl. V rokopisu je zapustil več zvezkov pridig in zgodovino Goriške pokrajine Istoria delle Contee di Gorizia e Gradisca.